# Un enfant de toi
Ne doit pas être confondu avec Un enfant de toi (film).
Singles de Phil Barney
Marre d'être seul
(1984) Avec qui tu vis
(1988)
Un enfant de toi est une chanson française interprétée par Phil Barney sorti d'abord en single en 1987, puis est intégré dans l'album Recto-verseau l'année suivante, en 1988. 
Une nouvelle version, en duo avec Marlène Duval, a été enregistrée en 2002 et sorti en single la même année.

## Paroles et composition
Un enfant de toi est écrite et composée par Phil Barney et Pierre Zito.
Cette chanson a une mélodie romantique. Elle raconte l'histoire d'un homme qui va bientôt devenir père, sa femme étant enceinte. Toutefois, la naissance se déroule mal et la femme meurt en donnant naissance à un garçon, nommé Jason. Le père, qui répond directement à sa femme décédée dans la chanson, raconte dix ans plus tard comment il élève leur fils.

## Accueil commercial
En France, la version originale est restée 23 semaines au Top 50 à partir du 5 septembre 1987 au 6 février 1988, atteignant la 3e place. Le single a été certifié disque d'or par le Syndicat national de l'édition phonographique pour plus de 500 000 ventes. 

## Classements et certifications
| Classement (1987-88)       | Meilleure position |
| -------------------------- | ------------------ |
| Europe (Europarade Top 40) | 28                 |
| France (SNEP)              | 3                  |

| Classement (1987) | Position |
| ----------------- | -------- |
| France (SNEP)     | 16       |

### Certifications
| Pays          | Certification | Date | Ventes certifiées |
| ------------- | ------------- | ---- | ----------------- |
| France (SNEP) | Or            | 1987 | 500 000           |

## Version de 2002
En 2002, Marlène Duval, candidate de l'émission de télé-réalité Loft Story Saison 2, chantait régulièrement Un enfant de toi lors de sa participation à l'émission. 
Par conséquent, quand elle est sortie du loft, Phil Barney propose à la jeune femme d'enregistrer une nouvelle version de la chanson en duo.  Elle a accepté, la chanson est sortie en single et ils ont commencé une tournée pour le promouvoir.
La version de 2002 fera commercialement mieux que la version originale, se classant n°1 des ventes en France durant trois semaines, mais aussi n°1 en Belgique pendant quatre semaines consécutives.

### Classements et certifications

#### Classements hebdomadaires
| Classement (2002)                       | Meilleure position |
| --------------------------------------- | ------------------ |
| Belgique (Wallonie Ultratop 50 Singles) | 1                  |
| France (SNEP)                           | 1                  |

#### Certifications
| Pays          | Certification | Date         | Ventes certifiées |
| ------------- | ------------- | ------------ | ----------------- |
| France (SNEP) | Platine       | 25 juin 2002 | 500 000           |

## Historique de sortie
| Région | Version                | Date        | Format                     | Label(s)   | Réf    |
| ------ | ---------------------- | ----------- | -------------------------- | ---------- | ------ |
| Divers | originale              | août 1987   | - 45 tours - maxi 45 tours | Zone Music | ,      |
| Monde  | duo avec Marlène Duval | 4 juin 2002 | CD single                  | AVREP      | [ 12 ] |